# 中信信托
中信信托（英語：CITIC Trust）是中华人民共和国的一家以信托业务为主业的全国性非银行金融机构及投资管理公司，拥有创建私募股权基金（以信托形式）的许可。该公司为中信集团的子公司。公司同时兼任中国信托业保障基金有限责任公司股东与中国信托登记有限责任公司股东。

## 历史
中信信托的前身中信兴业信托投资公司（Citic Xingye Trust Investment Company）成立于1988年3月1日，为中国中信集团公司（原中国国际信托投资公司）的子公司。2002年，中信信托从母公司收购信托业务，完成了重组、更名、改制和重新登记，并更名为中信信托投资有限责任公司。股本增加至人民币5.0773亿元。2006年，中信集团的另一家子公司中信资本也收购了该公司20%的股权，后被中信集团重新收购。2007年，根据《信托公司管理办法》的有关规定，和中国银行业监督管理委员会《关于中信信托投资有限责任公司变更公司名称和业务范围的批复》，“中信信托投资有限责任公司”更名为“中信信托有限责任公司”。
2014年，中信信托的股本由人民币12亿元增加至至人民币100亿元，通过调整股本溢价实现。

## 股东
中信信托由中国中信集团（后来为中国中信有限公司）全资拥有。
2012年，中信集团成立子公司中国中信有限公司，并将所持有的中信信托80%的股权转让给该子公司。然而，中信有限首次公开募股被放弃，被中信泰富（港交所：267），即中信集团的另一家子公司，于2014年反向IPO；中信有限有限公司中文名称中也去掉了“股份”一词。
2012年，中信信托又新增一家直接股东，即位于上海的“中信华东（集团）有限公司”更名为中信兴业投资集团有限公司；中信兴业投资集团所持有的股权亦已转让给中信有限公司，使得中信有限公司直接持有中信信托80%的股权，并间接持有20%的股权。

## 合资企业
中信信托与中国国电集团公司成立合资公司。该合资公司是国电集团的内部投资管理公司。合资公司向公众募集资金，投资国电相关项目。

## 股权投资
中信信托于1998年至2001年期间通过股权投资，入股奥的斯电梯（中国）投资公司。2001年，中信信托3%的股份被卖回给奥的斯远东控股公司。中信信托于2006年入股广发银行，持有其20%的股份。